# Anastasija Černucha
Anastasija Аndriïvna Černucha, coniugata Krajduba (in ucraino Анастасія Андріївна Чернуха Крайдуба?; Odessa, 15 aprile 1995), è una pallavolista ucraina, opposto del Talmassons.

## Carriera

### Club
La carriera di Anastasija Černucha inizia nella stagione 2013-14 quando viene ingaggiata dal Chimik, nella Superliha ucraina, con cui si aggiudica quattro Coppe d'Ucraina, quattro campionati e due Supercoppe.
Per la stagione 2018-19 si trasferisce in Russia, tra le file dell'Enisej, in Superliga, mentre in quella successiva è in Polonia con il Budowlani Łódź, in Liga Siatkówki Kobiet.
Per il campionato 2020-21 rientra in patria, questa volta al Prometej, sempre nella massima divisione, aggiudicandosi Supercoppa, coppa nazionale e scudetto. Dopo un'annata di inattività per maternità rientra in campo per quella 2022-23, nuovamente nella massima serie polacca, all'UNI Opole. 
Per la stagione 2023-24 difende i colori del Firenze, nella Serie A1 italiana, categoria dove milita anche nell'annata successiva, ma con il neopromosso Talmassons.

### Nazionale
Nel 2012 viene convocata nella nazionale ucraina under 18.
Nel 2015 ottiene le prime convocazioni nella nazionale maggiore, con cui vince nello stesso anno la medaglia d'argento alla XXVIII Universiade. Nel 2017 si aggiudica l'oro alla European League e il bronzo alla XXIX Universiade, mentre nel 2023 mette al collo nuovamente l'oro alla European Golden League, medaglia bissata anche nell'edizione 2025.

## Palmarès

### Club
- Campionato ucraino: 6

2013-14, 2014-15, 2015-16, 2016-2017, 2017-18, 2020-21
- Coppa d'Ucraina: 6

2013-14, 2014-15, 2015-16, 2016-2017, 2017-18, 2020-21
- Supercoppa ucraina: 3

2016, 2017, 2020

### Nazionale (competizioni minori)
- Universiade 2015
- European League 2017
- Universiade 2017
- European Golden League 2023
- European Golden League 2025

### Premi individuali
- 2016 - Supercoppa ucraina: MVP